# Crkva Svih Svetih u Trogiru
Crkva Svih Svetih u gradiću Trogiru, ulica bl. Augustina Kažotića 5, zaštićeno kulturno dobro.

## Opis dobra
Crkva Svih Svetih nalazi se u predjelu Pasike, ima pravokutni tlocrt s četvrtastom apsidom na zapadu. Glavni portal je uokviren meko profiliranim kamenim okvirom, jastučnim arhitravom i vijencem. Sa strana portala su dva pravokutna prozora skošenih strana kamenog okvira. Iznad vijenca je ugrađena ploča s natpisom na latinskom jeziku i godinom 1588. koju nadvisuju tri grba od kojih središnji pripada biskupu Antoniu Guidu. U sredini pročelja je rozeta, a nad zabatom zvonik na preslicu. Nad sjevernim dijelom pročelja je manji zvonik na preslicu za jedno zvono. Uz sjeverno pročelje zidane su kamene stepenice koje izvana vode na pjevalište.

## Zaštita
Pod oznakom Z-1410 zavedena je kao nepokretno kulturno dobro - pojedinačno, pravna statusa zaštićena kulturnog dobra, klasificirano kao "sakralna graditeljska baština".